# Anopetia gounellei
El ermitaño coliancho o ermitaño chico de cola blanca (Anopetia gounellei) es una especie de ave apodiforme de la familia Trochilidae, la única perteneciente al género monotípico Anopetia, anteriormente situada en Phaethornis. Es endémico del noreste árido de Brasil.

## Distribución y hábitat
Se distribuye en el noreste de Brasil, en Ceará, sur de Piauí y Rio Grande do Norte hasta Sergipe, oeste de Bahía y noreste de Minas Gerais).
Esta especie es considerada poco común, aunque observada regularmente, en sus hábitats naturales: la región de la caatinga donde prefiere áreas más húmedas con arbustos o árboles y sotobosque denso; caatingas arbóreas, arbustivas o secundarias, pero también observado en áreas abiertas, semiabiertas y perturbadas; en bosques semi-caducifolios, y campos cerrados adyacentes (Bahía) o cerrado sensu stricto en Minas Gerais, bordeando caatinga arbórea, pero también en bosques umbrófilos. Registrado en altitudes entre 40 y 1190 m.

## Descripción
Mide en promedio 10 cm de longitud. Los lados de la nuca son rufos, con una barbilla nigruzca y garganta rufa; las supracaudales son de color ante leonado, la cola sin timoneras centrales largas. Las partes superiores son verde bronceado y las inferiores parduzco claro a ocráceo. La base de la mandíbula superior es ensanchada en los bordes cubriendo la base de la mandíbula inferior, una apariencia de pico tubular peculiar que señalaría a una técnica de alimentación especializada en libar ciertas flores.

## Alimentación

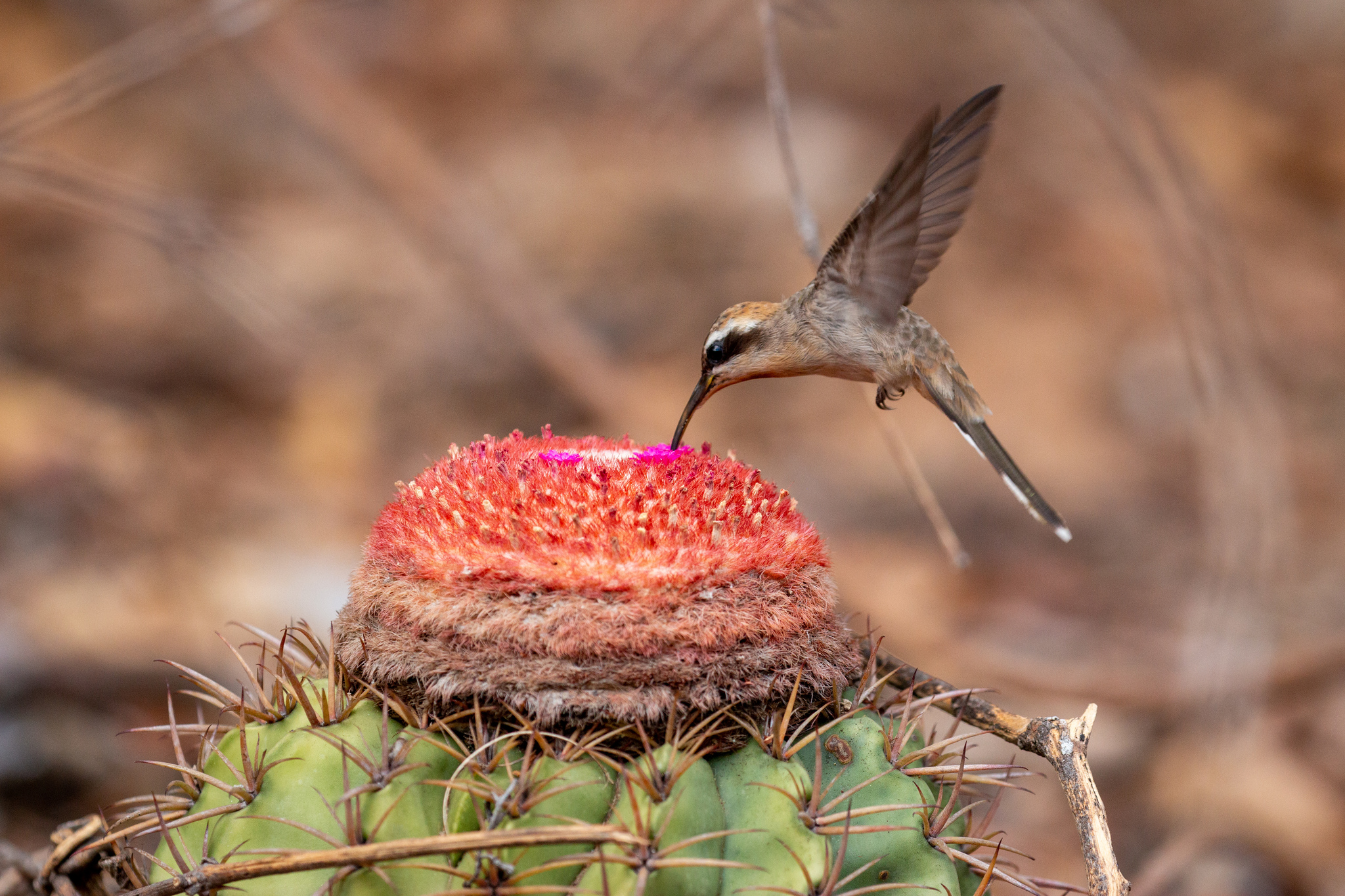
Un ermitaño coliancho alimentándose de Melocactus bahiensis en Maturéia, Paraíba.

Su dieta consiste de néctar y también de pequeños artrópodos. Fue observado visitando flores de dos especies de Acanthaceae y de una especie arbórea de Capparis (Capparaceae), también de Pavonia glazioviana y Melocactus bahiensis entre un total de 25 especies de plantas pertenecientes a 13 families (Acanthaceae, Apocynaceae, Bignoniaceae, Bromeliaceae, Cactaceae, Euphorbiaceae, Fabaceae, Malvaceae, Passifloraceae, Rubiaceae, Sapindaceae) en las cuales est especie fue observada libando néctar; Camptosema pedicellatum (Fabaceae) parece estar entre las más importantes.

## Sistemática

### Descripción original
La especie A. gounellei fue descrita por primera vez por el ornitólogo francés Adolphe Boucard en 1891 bajo el nombre científico Phaetornis (error) gounellei; su localidad tipo es: «Brazilia», el holotipo proviene de «Santo Antonio da Barra, Bahía».
El género Anopetia fue propuesto por el entomólogo, ornitólogo y botánico francés Eugène Simon en 1918 con Phaëthornis gounellei como especie tipo.

### Etimología
El nombre genérico femenino «Anopetia» se compone de las palabras del griego «an» que significa ‘sin’, ‘falta’, y «opeas, opeatos» que significa ‘punzón’; y el nombre de la especie «gounellei», conmemora a Pierre-Émile Gounelle (1850–1914), naturalista y recolector francés en Brasil.

### Taxonomía
La presente especie fue descrita y muchas veces colocada en el género Phaethornis, pero la peculariedad del pico y la morfología de la cola dan soporte a un género separado. Es monotípica.